# عبد الله بن عبد الرحمن بن حمود
عبد الله بن عبد الرحمن بن حمود (ت. 1359 هـ)، فقيه عراقي حنبلي من الزبير.

## سيرته
أصله من عنيزة وولادته في الزبير، وبها نشأ. ودرس على علماء الحنابلة بها، والتحق بالمدرسة الدويحسية وتخرج فيها.
قرأ علی إبراهيم بن غملاس (ت. 1293هـ) وعبد الله بن جميعان (ت. 1285هـ) وعبد الله بن سليمان بن نفيسة (ت. 1299هـ) وصالح بن حمد آل مبيض (ت. 1315هـ) وغيرهم.
بعد أن تمكن من العلم تولىٰ الإمامة والخطابة في جامع الزبير، لما توفي قاضي الزبير عام 1315هـ تولى ابن حمود القضاء بعده وظل فيه نحو عشرين سنة، ثم عزل وفي عام 1339هـ أعيد للقضاء واستمر فيه إلى سنة 1342هـ، ثم تولىٰ التدريس في مدرسة دويحس حتىٰ وفاته (سنة 1359هـ)، وكان يدرس الفقه الحنبلي.
له تلامذة كثيرون ممن تخرج في هذه المدرسة وفي غيرها، ومن أبرز تلاميذه عبد الله بن خلف بن دحيان.

## مؤلفاته
- القول الصريح في الاعتقاد الصحيح، رسالة في العقيدة.
- منسك، قال ابن بسام: «ألف منسكاً لطيفاً علىٰ المشهور من مذهب الحنابلة».[5]